# Định
Định, trong Phật giáo, Ấn Độ giáo, Kì Na giáo, Sikh giáo và các trường phái yoga, chỉ trạng thái định tĩnh hoặc nhất tâm (xuất phát từ sam-a-dha).

## Phật giáo
Có năm tầng định vô sắc gồm: Không vô biên xứ (bầu không gian vô tận), Thức vô biên xứ (bầu ý thức vô tận), Vô sở hữu xứ (bầu không gian chẳng có thứ gì), Phi tưởng phi phi tưởng xứ (bầu không gian không còn cảm nhận cũng không phải không còn cảm nhận). Phật giáo không khuyến khích các phật tử vào cõi vô sắc sau khi tịch, vì cõi này khó phát triển tu tập giải thoát trừ khi đó là bậc có biệt tài về thiền định. Để thành tựu những tính chất của Định, hành giả phải buông tâm không trú vào đâu cả, và như thế, tâm dễ mở rộng thênh thang. Ngoài ra còn có Diệt tận định hay Diệt thọ tưởng định.

### Không vô biên xứ định
(Lại nữa này Potthapàda, với sự vượt thoát mọi sắc tưởng, với sự diệt trừ mọi chướng ngại tưởng, với sự không tác ý đối với dị tưởng, Tỷ-kheo nghĩ rằng: "Hư không là vô biên", chứng và trú Không vô biên xứ. Như vậy sắc tưởng xưa kia của vị ấy được diệt trừ. Và khi tưởng Không vô biên xứ vi diệu chơn thật khởi lên, vị ấy có tưởng Không vô biên xứ vi diệu chơn thật".)-Shakyamuni Buddha

### Thức vô biên xứ định
(Lại nữa này Potthapàda, với sự vượt thoát mọi Không vô biên xứ, Tỷ-kheo nghĩ rằng: "Thức là vô biên", chứng và trú Thức vô biên xứ. Như vậy tưởng Không vô biên xứ vi diệu chơn thật xưa kia của vị ấy được diệt trừ, và khi tưởng Thức vô biên xứ vi diệu chơn thật khởi lên, vị ấy có tưởng Thức vô biên xứ vi diệu chơn thật. Như vậy do học tập, một tưởng khởi lên, cũng do học tập, một tưởng diệt trừ".) -Shakyamuni Buddha

### Vô sở hữu xứ định
(Lại nữa này Potthapàda, với sự vượt thoát mọi Thức vô biên xứ, Tỷ-kheo nghĩ rằng: "Không có vật gì" chứng và trú Vô sở hữu xứ. Như vậy tưởng Thức vô biên xứ vi diệu chơn thật xưa kia của vị ấy được diệt trừ. Và khi tưởng Vô sở hữu xứ vi diệu chơn thật khởi lên, vị ấy có tưởng Vô sở hữu xứ vi diệu chơn thật. Như vậy do học tập, một tưởng khởi lên, cũng do học tập, một tưởng diệt trừ.)-Shakyamuni Buddha
(Này các Tỷ-kheo, Ta suy nghĩ như sau: "Alara Kalama tuyên bố pháp này không phải chỉ vì lòng tin: "Sau khi tự tri, tự chứng, tự đạt, Ta mới an trú". Chắc chắn Alara Kalama biết pháp này, thấy pháp này rồi mới an trú". Này các Tỷ-kheo, rồi Ta đi đến chỗ Alara Kalama ở, sau khi đến Ta nói với Alara Kalama: "Hiền giả Kalama, cho đến mức độ nào, Ngài tự tri, tự chứng, tự đạt, và tuyên bố pháp này?" Này các Tỷ-kheo, được nói vậy, Alara Kalama tuyên bố về Vô sở hữu xứ.)-Shakyamuni Buddha

### Phi tưởng phi phi tưởng xứ định
(Lại nữa này Potthapàda, khi Tỷ-kheo ở nơi đây tự mình khởi tưởng, vị này tiếp tục đi từ tưởng này đến tưởng khác cho đến tưởng tột đỉnh. Và vị này khi đứng tại tưởng tột đỉnh có thể nghĩ: "Tâm còn suy tưởng có hại cho ta, tâm không suy tưởng mới tốt cho ta. Nếu ta cứ tiếp tục suy tưởng, khi những tưởng này của ta diệt đi, các thô tưởng khác lại khởi lên, ta hãy đừng có suy tưởng".)-Shakyamuni Buddha
(Này các Tỷ-kheo, Ta suy nghĩ như sau: "Rama tuyên bố pháp này không phải vì lòng tin: "Sau khi tự tri, tự chứng, tự đạt, ta mới an trú". Chắc chắn Rama thấy pháp này, biết pháp này, rồi mới an trú". Này các Tỷ-kheo, rồi Ta đi đến chỗ Uddaka Ramaputta ở, sau khi đến Ta nói với Uddaka Ramaputta: "Hiền giả Rama, cho đến mức độ nào, Ngài tự tri, tự chứng, tự đạt và tuyên bố pháp này?" Này các Tỷ-kheo được nghe nói vậy, Uddaka Ramaputta tuyên bố về Phi tưởng phi phi tưởng xứ.)-Shakyamuni Buddha
diễn tả: lúc này thân của mình như là cái bóng của hư không, hư không thì có nhựt nguyệt tinh tú, nên có sáng và tối, còn cái bóng của hư không, chỉ thiền định mới cảm nhận được, dù có trăm ngàn đệ nhất thần thông, để bay ra hư không tìm kiếm cái bóng của hư không chỉ phí sức, mà nó chỉ ngay trong một sát na này, sự thanh tịnh tức là cái bóng của hư không. nhưng nó vẫn còn ở trong thân tứ đại. bước tiếp theo là lìa luôn cả cái biết. [thích minh tỏa] hóa an

### Diệt tận định hay Diệt thọ tưởng định
(Do không có suy tưởng, các tưởng kia diệt tận và các thô tưởng khác không khởi lên, vị ấy cảm thọ sự diệt tận. Như vậy, này Potthapàda, là sự chứng đạt trí tuệ diệt trừ dần dần các tăng thượng tưởng.)-Shakyamuni Buddha